# Уинтон, Джейн
Джейн Винтон (англ. Jane Winton; 10 октября 1905, Филадельфия, штат Пенсильвания — 22 сентября 1959, Нью-Йорк) — американская актриса
, танцовщица
, оперная певица (сопрано), писательница и художница.

## Биография
Начала творческую карьеру как танцовщица в 1920-х годах. Выступала в театральных постановкак на Бродвее в Нью-Йорке «Безумства Зигфелда». В середине 1920-х годов переехала в Голливуд, где на неё обратили внимание кинопродюсеры Адольф Цукор и Джесси Ласки. В 1925 году дебютировала в немом фильме «Любовь завтрашнего дня». Стала известна как «зеленоглазая богиня Голливуда». Самые известные фильмы, в которых снималась Винтон, включают «Дон Жуан» (1926), «Восход солнца» (1927) и «Девушка со скоростью» (1928). После многочисленных фильмов до 1929 года сняла всего несколько звуковых фильмов и окончательно ушла из кино в 1936 году.
В 1930-х годах активно работала оперной певицей, выступая как в США, так и за рубежом. Как писательница опубликовала два романа: «Доктор на Парк-авеню» (1951) и «Страсть — это буря» (1952).
Была трижды замужем, умерла при невыясненных обстаятельствах в 1959 году в отеле «Pierre» в Нью-Йорке.

## Избранная фильмография
- Three Women (1924)
- Tomorrow’s Love (1925)
- His Supreme Moment (1925)
- The Love Toy (1926)
- Why Girls Go Back Home (1926)
- My Old Dutch (1926)
- Footloose Widows (1926)
- Дон Жуан (1926)
- The Honeymoon Express (1926)
- Across the Pacific (1926)
- The Gay Old Bird (1927)
- Upstream (1927)
- The Monkey Talks (1927)
- The Beloved Rogue (1927)
- Восход солнца (1927) / Sunrise: A Song of Two Humans — маникюрша
- Lonesome Ladies (1927)
- Perch of the Devil (1927)
- The Fair Co-Ed (1927)
- The Poor Nut (1927)
- Bare Knees (1928)
- Honeymoon Flats (1928)
- Nothing to Wear (1928)
- Burning Daylight (1928)
- Патси (1928)
- Yellow Lily (1928)
- Melody of Love (1928)
- Captain Lash (1929)
- Scandal (1929)
- Мост короля Людовика Святого (1929)
- Show Girl in Hollywood (1930)
- A Notorious Affair (1930)
- Ангелы ада (1930)
- Hired Wife (1934)
- Limelight (1936)